# Ce soir-là et les jours d'après
 (juin 2019).
Pour plus de détails, voir Fiche technique et Distribution.
Ce soir-là et les jours d'après est un téléfilm français réalisé par Marion Laine, diffusé pour la première fois le 26 juin 2019 sur France 2.

## Résumé
Le 13 novembre 2015, pendant les attentats du 13 novembre 2015 en France, une femme habitant près du Bataclan et un homme qui passait dans la rue vont porter secours aux victimes de cet effroyable attentat. Les jours qui suivent cette tragique soirée, les rescapés vont chercher à se revoir.

## Fiche technique
- Titre français : Ce soir-là et les jours d'après
- Réalisation : Marion Laine
- Scénario : Nicolas Mercier
- Photographie : Pierre Milon
- Montage : Svetlana Vaynblat
- Production : Nicolas Coppermann et Catherine Castro-Talana
- Musique : Béatrice Thiriet
- Sociétés de production : EndemolShine et Caminando Productions
- Pays d'origine :  France
- Date de première diffusion : 26 juin 2019 sur France 2

## Distribution
- Sandrine Bonnaire : Irène
- Simon Abkarian : Karan
- Naidra Ayadi : Samira
- Juliette Lamboley : Céline

## Polémique
Tourné fin 2017, la diffusion de ce téléfilm fut reportée d'un an à la suite d'une pétition récoltant plus de 50 000 signatures, le projet faisant débat au sein des associations de victimes. Les proches des victimes des attentats de 2015 pensant qu'il était encore trop tôt pour faire une fiction sur ce sujet. La diffusion fut acceptée par les associations de victimes à condition qu'un débat puisse encadrer le téléfilm. Le journaliste Julian Bugier animera finalement une soirée spéciale Attentats : la vie après, en présence de représentants des associations et de l'actrice Sandrine Bonnaire.

## Critiques
- Le Monde : "Le film de Marion Laine est lourd, englué dans le drame et la bien-pensance. Sandrine Bonnaire y incarne si bien le malheur"[2]
- Télé 7 jours : "Pas facile d'évoquer l'horreur de ces évènements sans verser dans le voyeurisme et le pathos. La réalisatrice Marion Laine parvient cependant à éviter ses [sic] écueils grâce, entre autres, au jeu tout en pudeur et sensibilité de son duo d'acteurs Sandrine Bonnaire-Simon Abkarian"[3].
- Télé Loisirs : "Malgré la qualité de son interprétation, cette adaptation romancée de l'attentat terroriste du Bataclan peine à convaincre. Les personnages sont peu développés et l'intrigue s'avère prévisible. L'attentat ne sert finalement que de toile de fond à une histoire d'amour adultère des plus classiques. Seuls les personnages de Samira et Céline tirent leur épingle du jeu".

## Audiences
Los de sa première diffusion sur France 2, le téléfilm réunit 2 110 000 de téléspectateurs, arrivant troisième des audiences derrière France 3 et TF1.